# 科隆第一足球會
科隆第一足球會是一間位於德國北萊茵-威斯特法倫科隆市的足球俱乐部，於1948年2月13日成立，是德国足球甲级联赛的創始成員兼第一屆冠軍（1963–64賽季），球隊共奪得三屆德甲及四屆德國盃冠軍，包括1977–78賽季的雙料冠軍，是德甲成立初期最成功的球隊。
然而，進入80年代後，科隆開始衰落，更於1998年首次降級，從此變成甲乙兩邊跑的升降機。自1998年起，科隆已經累積了升降各6次。
球隊最著名的勝仗是1965年歐洲盃八強對英格蘭的利物浦，首兩場 0–0 和局，重賽踢成 2–2 再次平手，由於尚未有十二碼分勝負的條例，最終以擲毫決定，利物浦獲勝晉級。
2016–17賽季，重返德甲的科隆表現驚人，以聯賽第5搶下歐霸的參賽資格，重返睽違25年的歐戰行列。
2017–18德甲賽季之初，科隆10連不勝，上半賽程僅得6分，提前鎖定第6次降級，但德國杯的表現依然不錯。2017年11月2日，科隆隊在歐霸小組賽5:2大勝陣鮑裏索夫，迎來本年度歐霸首勝，不過該屆歐霸公山羊2勝4敗，無法晉級32強淘汰賽。
2020–21賽季德甲升、降級附加賽科隆贏得總分 5–2 勝利，順利來季留在德甲。

## 主場球場
萊茵能源球場是北威州科隆市主要用於足球比賽的體育場地，建於“明格斯多夫球场”（Müngersdorfer Stadium）舊址，於1923年9月16日落成啟用，現時除了屬於科隆主場外，於2004至2007年亦是歐洲美式足球聯盟（NFL Europe）科隆百年（Cologne Centurions）的主場球場。於1948年2月13日開始成為科隆主場球場，先後1972年至1975年及2002年至2004年進行擴建。同時是2006年世界盃十二個比賽球場之一，共舉行五場比賽（四場分組賽及一場十六強比賽）。球場與“萊茵能源公司”的命名合約將於2009年屆滿。球場在平日聯賽可容50,997名觀眾，當舉行國際賽時因禁止立席而減為46,134名觀眾。在球場的北看台設有科隆隊的博物館。
球場在確定德國獲得2006年世界盃主辦權而進行重建，工程在2003年成完，和以往不同是取消了田徑跑道而將觀眾席與比賽草坪距離拉近。在2004年7月獲得国际奥委会（IOC）傑出運動及遊樂設施銅獎。2005年萊茵能源體育場是国际足联联合会杯足球赛的比賽場地，舉行三場包括揭幕戰阿根廷對突尼西亞的初賽比賽。

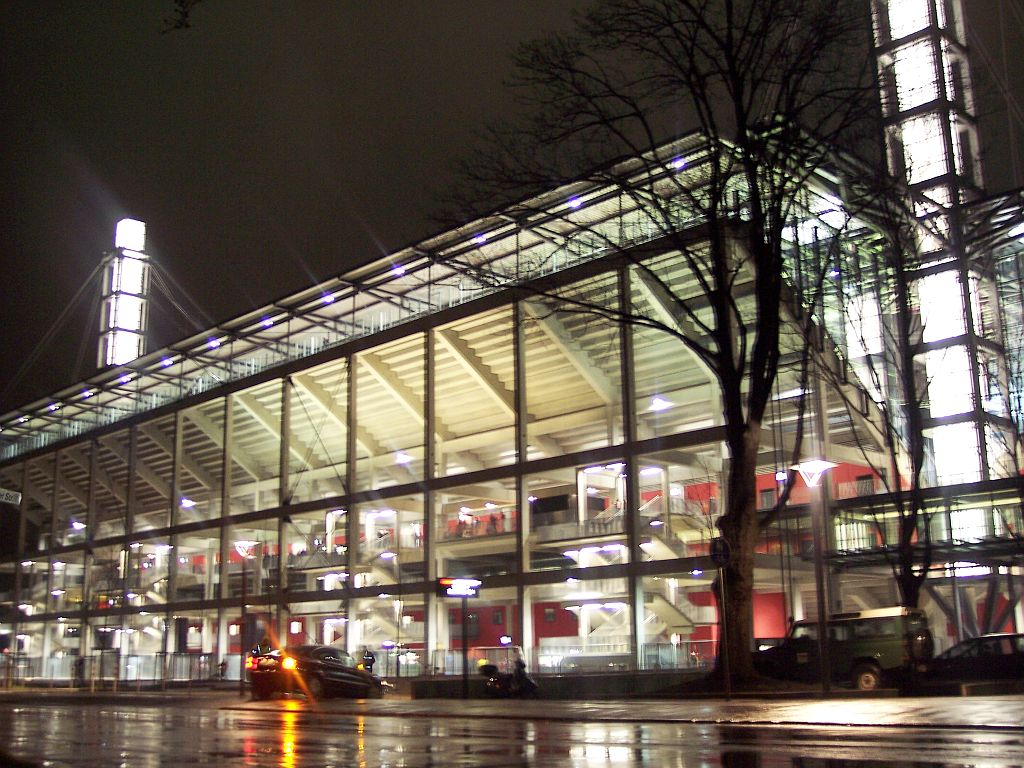
萊茵能源體育場外觀
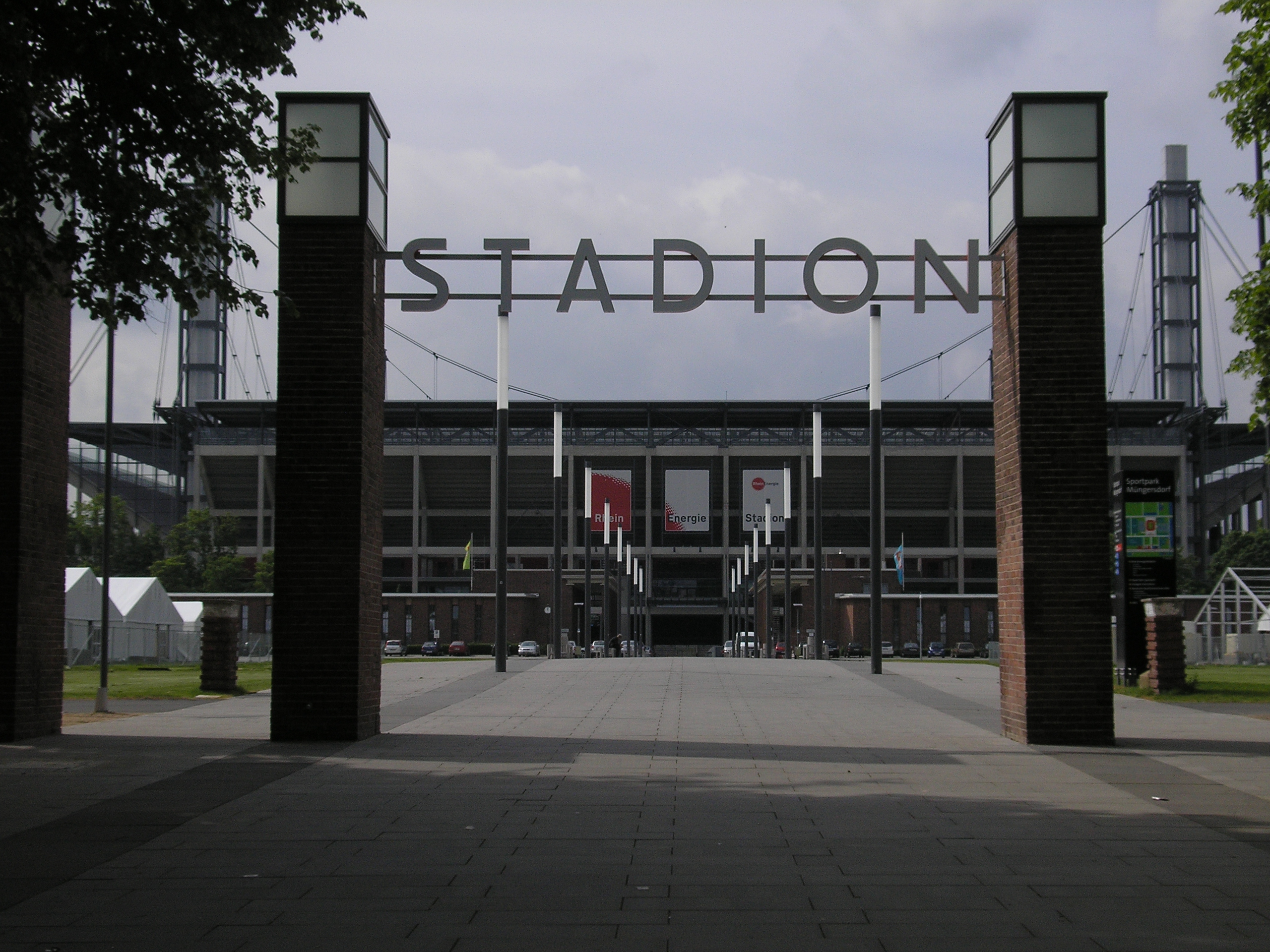
入口
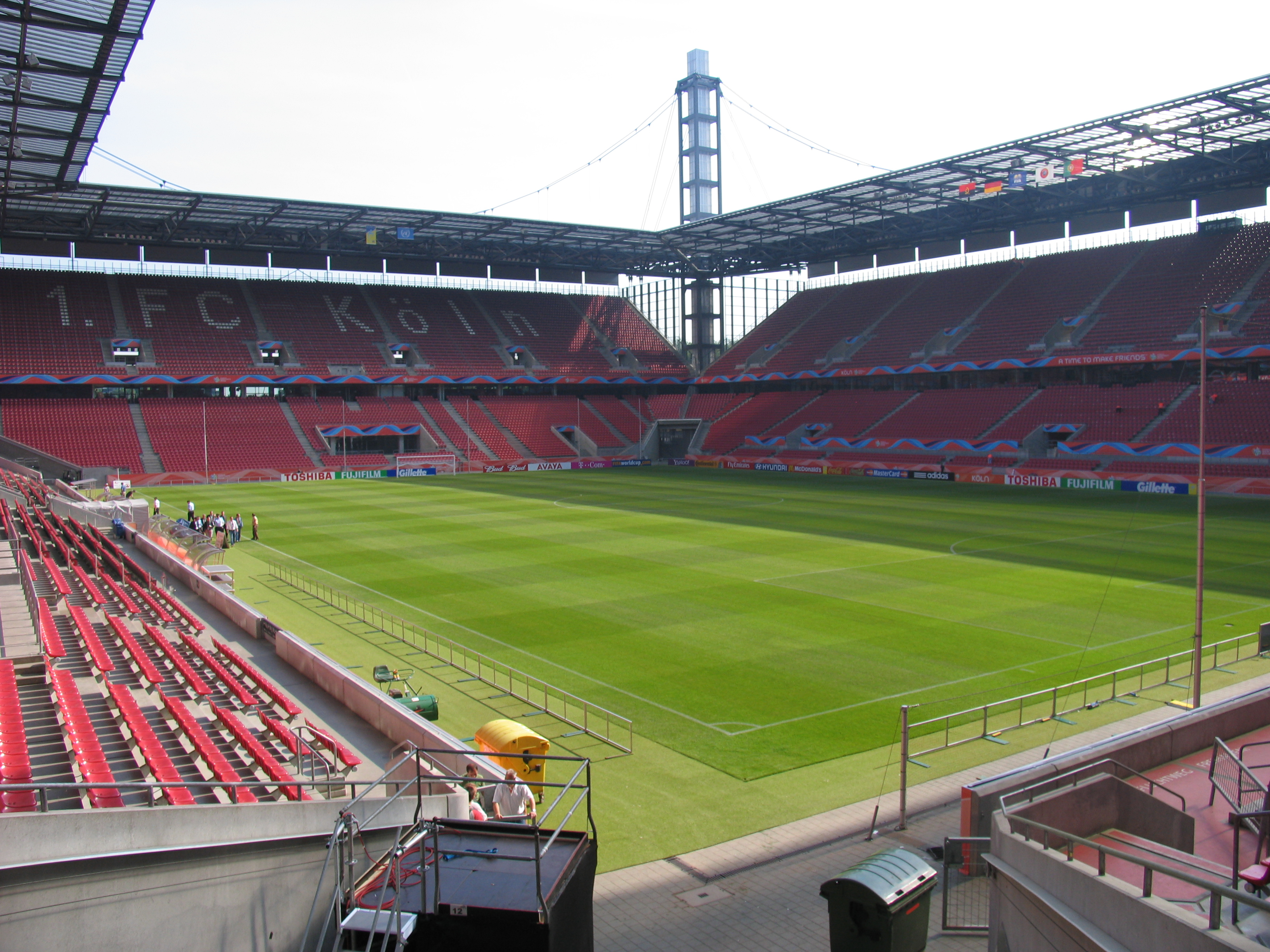
內觀
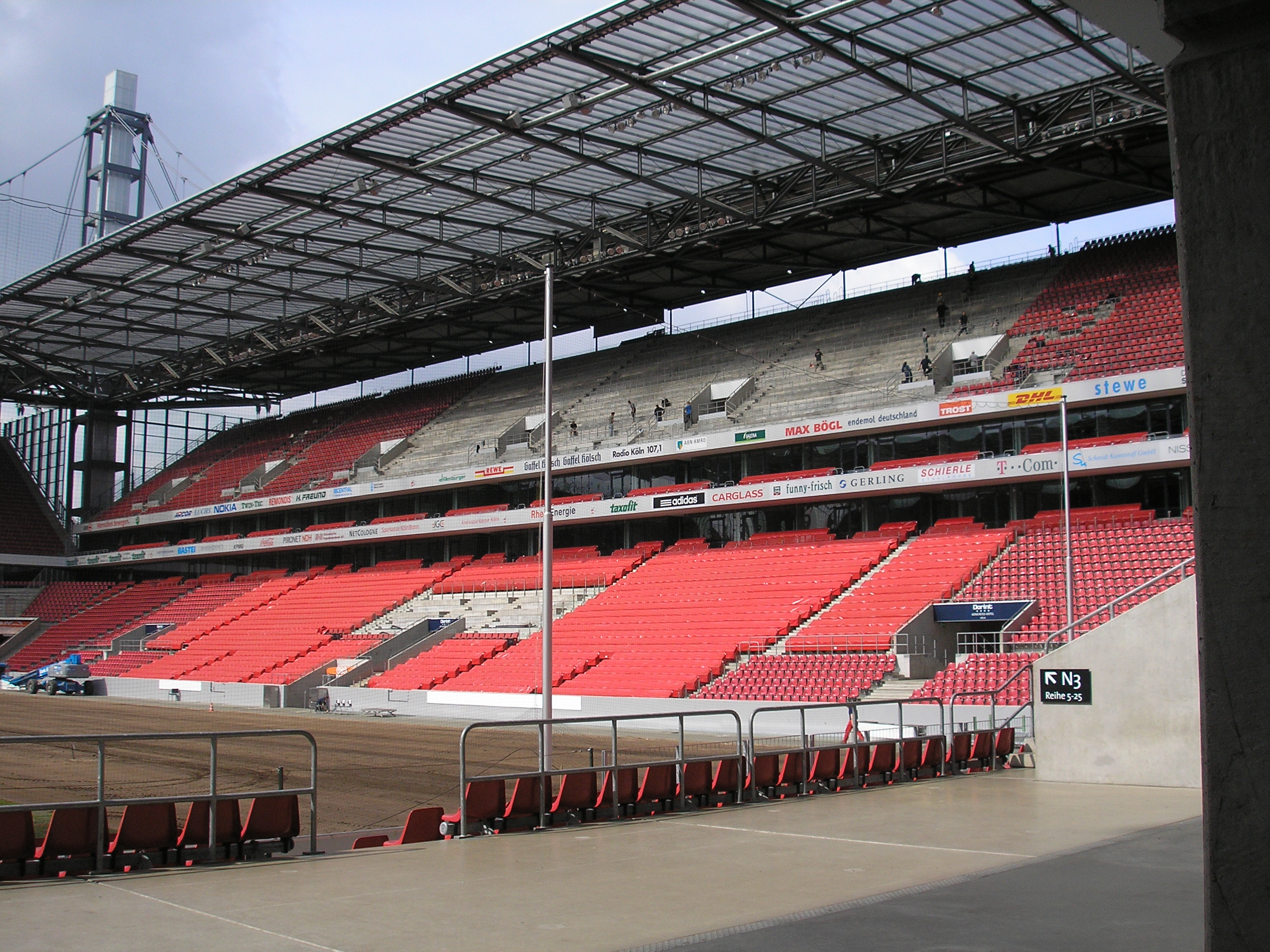
看台

## 球會榮譽
- 德國錦標賽冠軍：1962年
- 德国足球甲级联赛冠軍：1964年、1978年
- 德國盃冠軍：1968年、1977年、1978年、1983年

## 球員（2025-26球季）
1. 粗體字為新加盟球員（青年隊提升不計）。
2. 者為傷患球員。
3. 2025年夏季轉會窗（英语：List of German football transfers summer 2025）：6月1日至10日，6月16日至9月1日[3]。

### 目前效力
| 號碼  | 國籍                 | 球員                                                | 位置       | 年齡  | 加盟年份 | 前屬球會       | 轉會費    |
| 門 將 | 門 將                | 門 將                                               | 門 將      | 門 將 | 門 將    | 門 將          | 門 將     |
| ----- | -------------------- | --------------------------------------------------- | ---------- | ----- | -------- | -------------- | --------- |
| 1     | 德国                 | 馬文·施韋貝（Marvin Schwäbe）                       | 門將       | 30    | 2021     | 邦比           | 自由转会  |
| 44    | 德国                 | 马蒂亚斯·科宾（Matthias Köbbing）                   | 門將       | 28    | 2020     | 科隆二队       | --        |
| 後 衛 |                      |                                                     |            |       |          |                |           |
| 2     | 瑞士                 | 喬爾·施米德（Joël Schmied）                         | 中后卫     | 26    | 2025     | 錫永           | 250萬歐元 |
| 3     | 德国                 | （Dominique Heintz）                                | 中后卫     | 32    | 2023     | 柏林联盟       | 無透露    |
| 4     | 德国                 | 蒂莫·許伯斯（Timo Hübers）                          | 中后卫     | 29    | 2021     | 汉诺威96       | 自由转会  |
| 15    | 德国                 | 卢卡·基利安（Luca Kilian）                          | 中后卫     | 25    | 2021     | 美因茨05       | 200萬歐元 |
| 17    | 科索沃               | 萊亞特·帕恰拉達（Leart Paqarada）                   | 左后卫     | 30    | 2023     | 聖保利         | 自由轉會  |
| 21    | 荷兰                 | 拉夫·雲丹貝治（Rav van den Berg）                   | 中堅／右閘 | 21    | 2025     | 米德尔斯堡     | 800萬歐元 |
| 24    | 德国                 | 朱利安·保利（Julian Pauli）                         | 中后卫     | 20    | 2024     | 青年隊         | --        |
| 25    | 波斯尼亚和黑塞哥维那 | 尤素夫·加济别戈维奇（Jusuf Gazibegović）            | 右后卫     | 25    | 2025     | 格拉茲風暴     | 200萬歐元 |
| 39    | 土耳其               | （Cenk Özkaçar）                                    | 中堅       | 24    | 2025     | 巴伦西亚       | 租借      |
| 中 場 |                      |                                                     |            |       |          |                |           |
| 6     | 德国                 | 埃里克·马特尔（Eric Martel）                        | 防守中场   | 23    | 2022     | RB萊比錫       | 自由转会  |
| 7     | 冰岛                 | 伊薩克·貝格曼·約翰內森（Ísak Bergmann Jóhannesson） | 中場       | 22    | 2025     | 杜塞尔多夫     | 550萬歐元 |
| 8     | 波斯尼亚和黑塞哥维那 | 丹尼斯·胡塞因巴西奇（Denis Huseinbasic）            | 中場       | 24    | 2022     | 奥芬巴赫踢球者 | 5万欧元   |
| 11    | 奥地利               | 弗洛里安·凯因茨（Florian Kainz）                    | 左翼       | 32    | 2019     | 雲達不萊梅     | 350万欧元 |
| 16    | 波兰                 | 雅各布·卡明斯基（Jakub Kamiński）                   | 左翼       | 23    | 2025     | 沃尔夫斯堡     | 租借      |
| 22    | 丹麦                 | 雅科布·斯蒂恩·克里斯滕森（Jacob Steen Christensen） | 防守中場   | 24    | 2023     | 北西兰         | 自由轉會  |
| 23    | 亞美尼亞             | 萨吉斯·阿达米扬（Sargis Adamyan）                   | 中场       | 32    | 2022     | 霍芬海姆1899   | 150万欧元 |
| 34    | 德国                 | 费萨尔·哈尔沙维（Fayssal Harchaoui）                | 防守中場   | 19    | 2024     | 青人隊         | --        |
| 37    | 德国                 | 林顿·迈纳（Linton Maina）                           | 攻击中场   | 26    | 2022     | 汉诺威96       | 自由转会  |
| 前 鋒 |                      |                                                     |            |       |          |                |           |
| 9     | 德国                 | 盧卡·（Luca Waldschmidt）                           | 中鋒       | 29    | 2023     | 沃尔夫斯堡     | 自由轉會  |
| 10    | 德国                 | 拉格纳·阿切（Ragnar Ache）                          | 中鋒       | 27    | 2025     | 凱撒勞頓       | 450萬歐元 |
| 21    | 德国                 | 斯特芬·蒂格斯（Steffen Tigges）                     | 前锋       | 23    | 2022     | 多特蒙德       | 150万欧元 |
| 27    | 波斯尼亚和黑塞哥维那 | 伊馬德·倫迪奇（Imad Rondić）                        | 中鋒       | 26    | 2025     | 羅茲維澤夫     | 150萬歐元 |
| 29    | 德国                 | 揚·蒂爾曼（Jan Thielmann）                          | 右翼       | 23    | 2020     | 青年队         | --        |
| 33    | 德国                 | 弗洛里安·迪茨（Florian Dietz）                      | 前锋       | 27    | 2022     | 下哈兴体育     | 自由轉會  |
| 43    | 斯洛文尼亚           | 库伯·贾卡·波托尼克（Jaka Čuber Potočnik）           | 前锋       | 20    | 2024     | 青年队         | -         |

1. ↑  租借一季(21/22)後買斷，租借費25萬歐元
2. ↑  另浮動條款200萬歐元
3. ↑  租借一季(23/24)後自由轉會

### 外借球員
| 號碼             | 國籍             | 球員                                   | 位置             | 年齡             | 加盟年份         | 外借球會         | 外借球季         |
| 2025年夏季轉會窗 | 2025年夏季轉會窗 | 2025年夏季轉會窗                       | 2025年夏季轉會窗 | 2025年夏季轉會窗 | 2025年夏季轉會窗 | 2025年夏季轉會窗 | 2025年夏季轉會窗 |
| ---------------- | ---------------- | -------------------------------------- | ---------------- | ---------------- | ---------------- | ---------------- | ---------------- |
| —                | 丹麦             | 拉斯穆斯·卡斯滕森（Rasmus Carstensen） | 右閘             | 24               | 2023             | 奥胡斯           | 25/26球季        |

### 離隊球員
1. 『*』為先租出一季或半季後售出/自由轉會。

| 號碼             | 國籍             | 球員                                | 位置             | 年齡             | 加盟年份         | 加盟球會         | 轉會費           |
| 2025年夏季轉會窗 | 2025年夏季轉會窗 | 2025年夏季轉會窗                    | 2025年夏季轉會窗 | 2025年夏季轉會窗 | 2025年夏季轉會窗 | 2025年夏季轉會窗 | 2025年夏季轉會窗 |
| ---------------- | ---------------- | ----------------------------------- | ---------------- | ---------------- | ---------------- | ---------------- | ---------------- |
| 7                | 奥地利           | 德扬·柳比西奇（Dejan Ljubičić）     | 防守中场         | 27               | 2021             | 萨格勒布迪纳摩   | 自由轉會         |
| 8                | 美国             | 達邁·多斯（Damion Downs）           | 前锋             | 21               | 2023             | 南安普顿         | 800萬歐元        |
| 12               | 德国             | 乔纳斯·尼基施（Jonas Nickisch）     | 門將             | 21               | 2023             | 自由身           | 自由轉會         |
| 13               | 德国             | 马克·乌特（Mark Uth）               | 前鋒             | 33               | 2021             | 退役             | —                |
| 16               | 德国             | 马文·奥布兹（Marvin Obuz）          | 右翼             | 23               | 2021             | 红白埃森         | 自由轉會         |
| 20               | 德国             | 菲利普·彭特科（Philipp Pentke）     | 門將             | 40               | 2023             | 自由身           | 自由轉會         |
| 25               | 德国             | 蒂姆·伦佩勒（Tim Lemperle）         | 前锋             | 23               | 2017             | 賀芬咸           | 自由轉會         |
| 26               | 瑞士             | 安东尼·拉西奥比（Anthony Racioppi） | 門將             | 26               | 2025             | 侯城             | 租借歸還         |
| 35               | 德国             | 馬克斯·芬克格拉夫（Max Finkgräfe）  | 左后卫           | 21               | 2023             | RB萊比錫         | 400萬歐元        |
| 47               | 卢森堡           | 马蒂亚斯·奥勒森（Mathias Olesen）   | 中场             | 24               | 2019             | 格雷特霍夫       | 自由轉會         |

## 著名球星

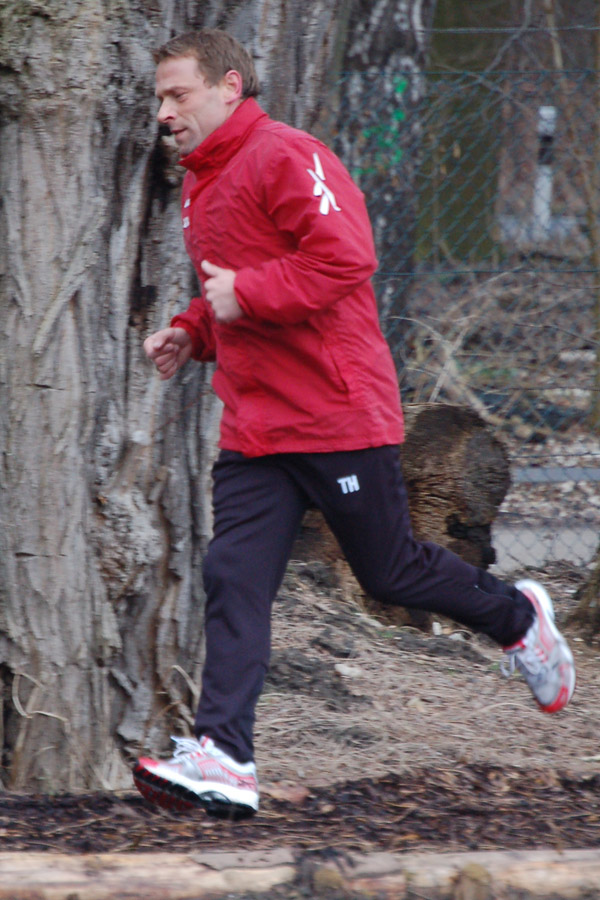
托马斯·哈斯勒

- （Rainer Bonhof，1980年—1983年）
- （Klaus Fischer，1981年—1984年）
- （Thomas Hässler，1984年—1990年）
- 博多·伊尔格纳（Bodo Illgner，1983年—1996年）
- （Morten Olsen，1986年—1989年）
- （Jürgen Kohler，1987年—1989年）
- （Pierre Littbarski，1978年—1986年，1987年—1993年）
- （Youssef Mohamad，2007年—2011年）
- （Wolfgang Overath，1962年—1977年）
- （Lukas Podolski，2003年—2006年，2009年—2012年）
- （Toni Polster，1993年—1998年）
- （Harald 'Toni' Schumacher，1972年—1987年）
- （Bernd Schuster，1978年—1980年）
- （Tony Woodcock，1979年—1982年，1986年—1988年）
- 奧寺康彥（Yasuhiko Okudera，1977年—1980年）
- （Jonas Hector，2012年—2023年）

## 政治風波
科隆之前積極和中國足球圈合作，例如在2016年派人為中國隊舉行講座，但在2019年12月宣佈撤回在中國瀋陽興建足球青訓學院，球會理事會主席穆勒羅默（Stefan Müller-Römer）指球會不應與「全面監控國家」合作，指中國侵犯人權，認為情況比歐威爾（George Orwell）的想像更嚴重。而科隆管理層指穆勒羅默不代表球會，球會主席沃爾夫（Werner Wolf）指撤回中國足球青訓學院是為了「集中資源和確定優先事項」，與中國其他合作，例如贊助不受影響，並指球會堅持民主價值觀。

## 外部連結
- http://www.fc-koeln.de/ （页面存档备份，存于）